# 波叶海菜花

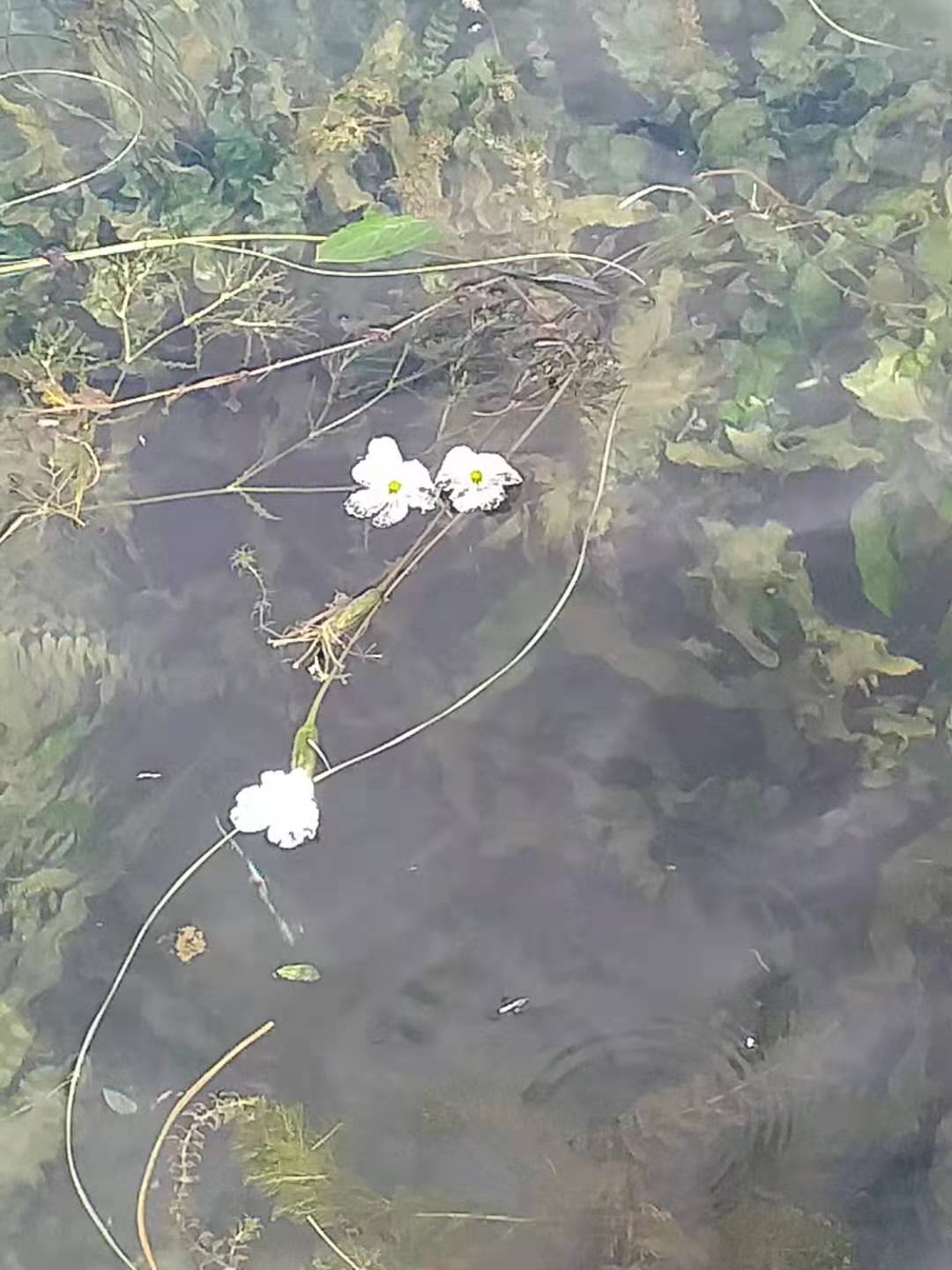
波葉海菜花。攝於瀘沽湖，中國雲南。

波叶海菜花（学名：Ottelia acuminata var. crispa）為雲南、四川（瀘沽湖）特有種，當地人稱水楊花，为水鳖科水车前属下的一个变种。波葉海菜花只能存活在極其純淨的水質中，由於全球各地環境污染問題，瀘估湖之外似乎已經不見它的蹤跡。
波葉海菜花植株整體除小花在晴朗之日可見其漂浮於水面，其它莖、葉部分均沈於水中。5至9月花期時節，可見瀘估湖水面飄盪著連綿不絕的小白花，場面蔚為壯觀。
波葉海菜花可食，過去產區居民都以野菜視之，將其採摘烹製佳餚。如今身為國家保護之瀕危植物，民眾尤其是外來遊客已無法品嚐其真髓，只能藉由過去的相片與敘述加以想像。
透過微距取相，可以欣賞到波葉海菜花的小白花非常美麗。